# Islamic Relief Sverige
Islamic Relief Sverige är en biståndsorganisation som grundades år 1992 på initiativ av Islamiska Förbundet i Sverige. Islamic Relief Sverige har tre medlemsorganisationer: Islamiska Förbundet, Förenade Islamiska församlingar i Sverige, samt Eritreanska Kulturforum.

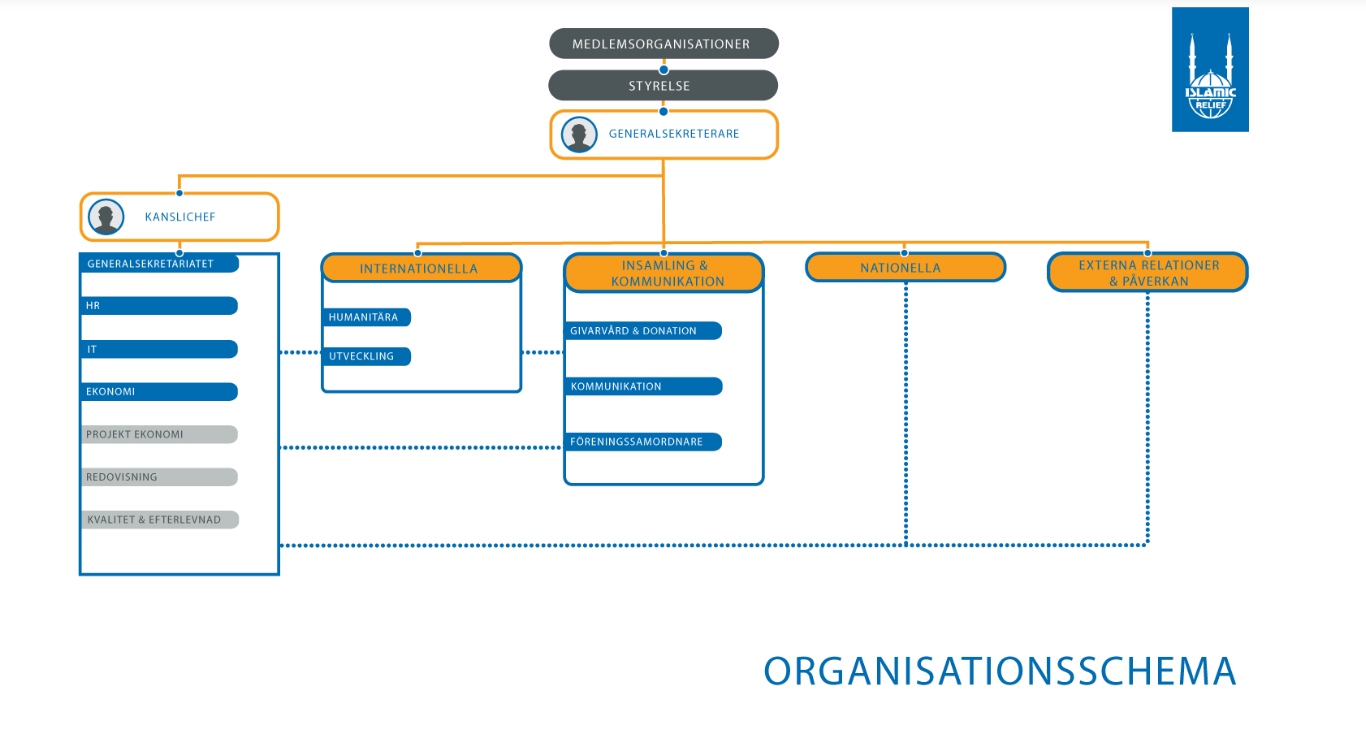
Islamic Relief Sverige har tre medlemsorganisationer som väljer en självständig styrelse.

Islamic Relief Sverige är enligt sina stadgar en självständig partnerorganisation till Islamic Relief Worldwide och organisationen beskriver sitt syfte såhär: ”IR Sverige är en ideell förening som verkar för en rättvis och hållbar global utveckling baserad på Islams budskap om respekt för människovärdet och uppmaningen till fattigdomsbekämpning och lindring av alla människors lidande.” 
Islamic Relief Sverige är humanitär partner till svenska Sida. 
Islamic Relief Sverige har 90-konto och är medlem i branschorganisationen Giva Sverige, vilket är en garant för tryggt givande.
Islamic Relief Sverige är medlem i civilsamhällesplattformen Concord Sverige.
Islamic Relief Sverige är medlem i och får skattemedel för utvecklingsinsatser från ForumCiv.

## Internationell verksamhet
Under år 2020 bedrev Islamic Relief Sverige humanitära insatser i 13 länder. Bland annat rapporterar man att man når 1,2 miljoner människor i nordvästra Syrien med sjukvård, säkrat tillgången till rent vatten för 28 000 människor i Jemen, stärkt tillgången till hälsa för knappt 50 000 människor i Sydsudan och stöttat drygt 100 000 återvändande flyktingar med dricksvatten, hygien och inkomstkällor Pakistan.
Islamic Relief Sverige får finansiering från svenska Sida. Sedan år 2018 har Sida finansierat Islamic Reliefs insatser med knappt 418 miljoner kronor.
Islamic Relief arbetar också med utvecklingsinsatser för hållbar global utveckling, bland annat inom jämställdhet och miljö. Under år 2020 genomförde Islamic Relief utvecklingsinsatser i 10 länder, bland annat Bangladesh, Mali och Kenya.

## Verksamhet i Sverige
I Sverige bedriver Islamic Relief olika insatser för asylsökande och nyanlända, exempelvis samhällsinformation och akuta insatser för människor i kris. Under coronapandemin har organisationen delat ut matpaket till 400 familjer i Stockholm i behov av mat.  Organisationen delade även ut matpaket till människor i Malmö och Göteborg, totalt 14 000 personer.
Islamic Relief Sverige ingår i nätverket Goda Grannar tillsammans med Svenska Kyrkans församlingar och Stockholms moské. Nätverket arbetar bland annat med språkkaféer och parar ihop nyanlända med etablerade svenskar. I januari 2021 tilldelades Goda Grannar Martin Luther King-priset.
Islamic Relief har fått finansiering från Länsstyrelsen i Stockholm för insatser för asylsökande.